# おとうと倶楽部
『おとうと倶楽部』（おとうとくらぶ）は、日本の少年アイドル・俳優育成など業務の総合芸能プロダクション。所属する主な会社は「ホットオフィス」。

## 会社概要
- 社名：ホットオフィス
- 代表取締役：津田麻由実
- 所在地：〒569-1115 大阪府高槻市古曽部町4-6-20

## 所属タレント
- NO.1 稲葉雅人（引退）- 当社を卒業致している。
- NO.2 平谷知也
- NO.3 佐々木勇太
- NO.4 西原成龍
- NO.5 野間俊祐
- NO.6 聖矢

## DVD作品

### イメージビデオ
- Vol.1 JUNIOR FIGHTER 拳 稲葉雅人 中学1年生
- Vol.2 TSUYA 艶 平谷知也 中学2年生
- Vol.3 SO-FRESH 爽 佐々木勇太 小学6年生
- Vol.4 Dragon Boy 龍 西原成龍 小学4年生
- Vol.5 a shy smile 戯 野間俊祐
- Vol.6 KAI 魁 聖矢 SEIYA
- 知也&勇太